# Stanislav Jiránek
Stanislav Jiránek (23. října 1867 Všejany – 19. srpna 1934 Praha) byl český hudební pedagog a skladatel.

## Život
Byl synem Petra Jiránka (1825–1899), řídícího učitele v Ledcích a ředitele kůru ve Všejanech. Otec byl všestranným hudebníkem. Hrál na všechny dostupné nástroje a měl vlastní kapelu, pro kterou psal taneční písničky. U něj získal Josef základní hudební vzdělání. Rodina zřejmě hudbou žila, neboť hudbě se profesionálně věnovali i další bratři: Alois, František, Karel a Josef.
V letech 1882 až 1886 studoval na učitelském ústavu v Praze. Hru na housle studoval u Ferdinanda Hellera, hru na klavír u svých starších bratrů Josefa a Aloise a teorii a skladbu u Zdeňka Fibicha. Nejprve suploval na různých školách v Praze, Hradci Králové a Kutné Hoře. V roce 1890 se stal profesorem hudby na učitelském ústavu v Praze. Byl sbormistrem vinohradského Hlaholu a na Vinohradech také založil pěveckou školu pro děti (od roku 1910 Pěvecká škola umělecké výchovy). Tato škola měla velký úspěch a podle jejího vzoru vznikly obdobné školy v Čechách, ale i německé školy v Brně a ve Vídni.
Po roce 1918 se stal prvním československým inspektorem zpěvu a hudby pro učitelské ústavy, od roku 1921 působil v této funkci i na Slovensku. Byl rovněž zkušebním komisařem pro státní zkoušky z hudby při Pražské konzervatoři.
Význam díla Stanislava Jiránka tkví v jeho práci pedagogické a metodické. Napsal řadu příruček zaměřených zejména na tonální metodu hudební výuky. Podílel se na vytváření moderních osnov hudebních škol.

## Dílo

### Metodické práce
- Katechismus vyučování zpěvu na školách obecných (1900)
- Škola pro varhany (spoluautor Ferdinand Bachtík, 1903)
- Hudební gramatika (doplněný překlad Maxe Battkeho[3], 1911)
- Osnovy pro učitelské ústavy (1919)
- Tonální metoda v praxi na školách (1931)
- Podrobné osnovy zpěvu na školách obecných a měšťanských (1917)
- Zatímní osnovy zpěvu nepovinného pro školy střední (1922)
- Zatímní osnovy zpěvu relativně povinného (1930)
- Zpěvník maličkých (3 sešity, 1935)

### Orchestrální skladby
- Gondoliéra (1900)
- Tři lužické reje (1905)
- Serenáda (1908)
- Vzpomínka z mládí (1930)

Drobnější skladby klavírní, houslové a příležitostné sbory.